# Funció logística

Funció sigmoide logística estàndard on

Una funció logística o corba logística és una corba comuna en forma d'S (corba sigmoide) amb equació
{\displaystyle f(x)={\frac {L}{1+e^{-k(x-x_{0})}}},}
on
{\displaystyle x_{0}}, el valor {\displaystyle x} del punt mig del sigmoide;
{\displaystyle L}, el valor màxim de la corba;
{\displaystyle k}, la taxa de creixement logístic o inclinació de la corba.
Per als valors de {\displaystyle x} en el domini dels nombres reals de {\displaystyle -\infty } a {\displaystyle +\infty }, la corba S que s'obté i es mostra a la dreta, amb la gràfica de {\displaystyle f} que s'apropa a {\displaystyle L} quan {\displaystyle x} s'aproxima a {\displaystyle +\infty } i s'aproxima a zero quan {\displaystyle x} s'aproxima a {\displaystyle -\infty }.
La funció logística troba aplicacions en diversos camps, inclosa la biologia (especialment l'ecologia), la biomatemàtiques, la química, la demografia, l'economia, la geociències, la psicologia matemàtica, la probabilitat, la sociologia, les ciències polítiques, la lingüística, l'estadística i les xarxes neuronals artificials. Una generalització de la funció logística és la funció hiperbolàstica de tipus I.